# Luis Guillermo de Baden-Baden
Luis Guillermo de Baden-Baden, apodado Luis el Turco (París, 8 de abril de 1655 - Rastatt, 4 de enero de 1707), fue margrave de Baden-Baden en Alemania y comandante en jefe del ejército Imperial.

## Biografía
Era un hijo del príncipe Fernando Maximiliano de Baden-Baden y de la princesa Luisa Cristina de Saboya-Carignano. Fue un hombre de armas, implicado en enfrentamientos armados, como la guerra de sucesión española, en la que estuvo a favor de la causa austracista del conflicto, partidaria del aspirante a la corona Carlos de Habsburgo, luchando en diversas batallas.
Junto a su primo Eugenio de Saboya, tomó parte en la batalla de Kahlenberg (1683), estando entre las tropas que fueron a socorrer a Viena, asediada por los turcos. Más tarde dirigió con éxito las tropas imperiales contra los turcos. Consiguió su mayor éxito en la batalla de Slankamen (1691). Es de esa manera como recibió su apodo Luis el Turco.
Durante la guerra de sucesión española, mandaba las tropas imperiales en la batalla de Friedlingen (1702) junto al Rin, que impidieron el avance de un ejército francés hacia Suabia para unirse con el del Elector de Baviera. Asimismo estuvo al frente de las fuerzas de la Gran Alianza junto al Duque de Marlborough en la batalla de Schellenberg, un enfrentamiento armado que se libró el 2 de julio de 1704 en torno al fuerte que dominaba la ciudad amurallada de Donauwörth, a orillas del Danubio, en Baviera (Alemania).

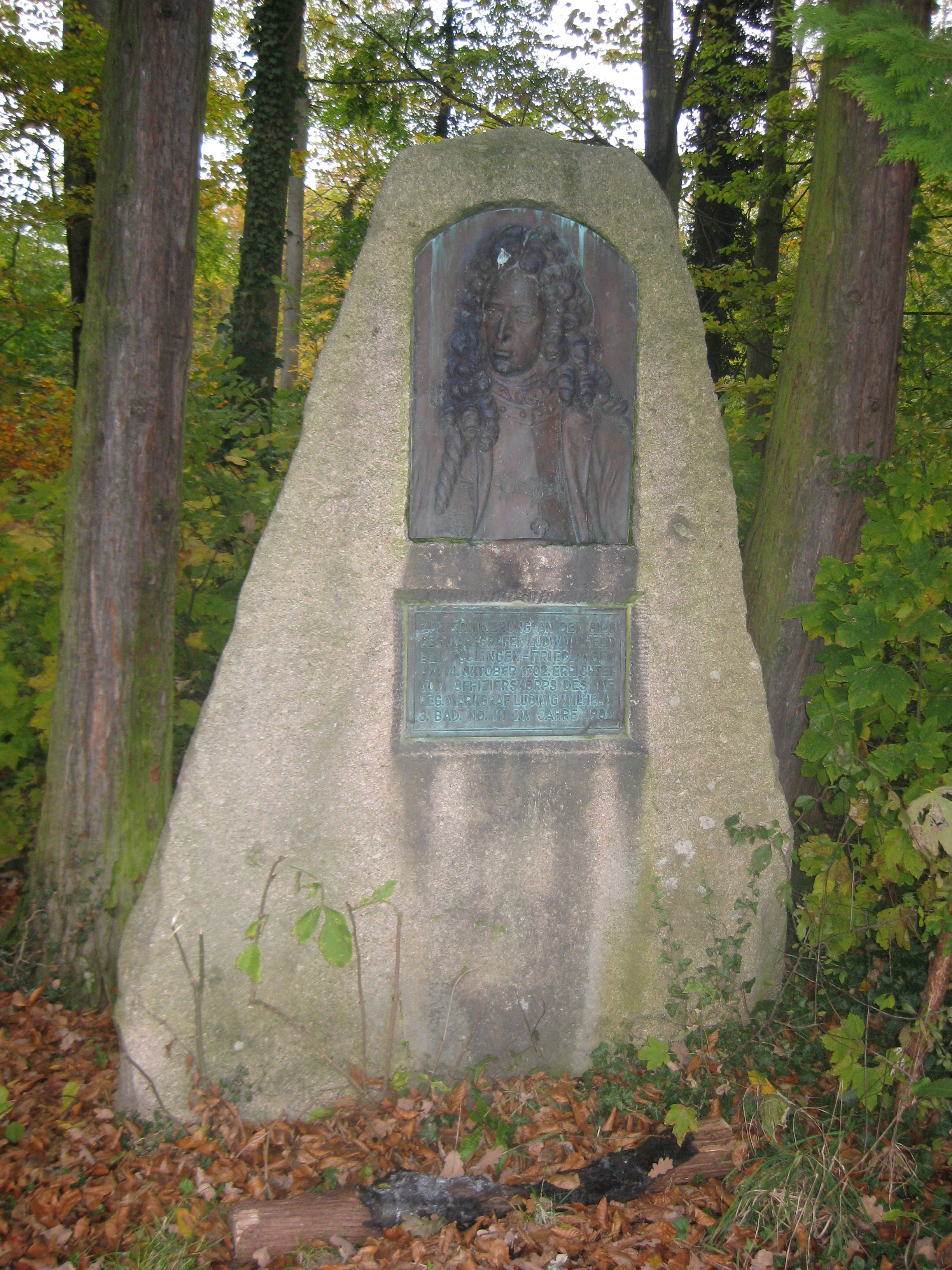
Lápida conmemorativa del Margrave Luis Guillermo en el lugar de la batalla de Friedlingen.

## Matrimonio y descendencia
Se casó con Francisca Sibila de Sajonia-Lauenburg. Tuvieron los siguientes hijos:
1. Leopoldo Guillermo (1694-1695), príncipe heredero de Baden-Baden, murió en la infancia.
2. Carlota (1696-1700), murió en la infancia.
3. Carlos José  (1697-1703), príncipe heredero de Baden-Baden, murió en la infancia;
4. Luis Jorge I (7 de junio de 1702-22 de octubre de 1761), margrave de Baden-Baden, se casó con María Ana de Schwarzenberg, con descendencia. Se casó de nuevo con María Ana Josefa de Baviera, sin descendencia.
5. Jorge Guillermo (1703-1709), murió en la infancia.
6. Augusto Jorge I (14 de enero de 1706-21 de octubre de 1771), margrave de Baden-Baden, se casó con María Victoria de Arenberg, sin descendencia.
7. Guillermina (Schlackenwerth, 1700-1702), murió en la infancia.
8. Luisa (Núremberg, 1701-1707), murió en la infancia.
9. Augusta (Aschaffenburg, 10 de noviembre de 1704-París, 8 de agosto de 1726), se casó con el duque Luis I de Orleans y tuvieron descendencia.

Irónicamente, para un príncipe-soldado que luchó contra Francia la mayor parte de su carrera militar, diecisiete años después de la muerte del margrave la única de sus hijas que sobrevivió la infancia, la princesa Augusta, se casó con Luis I de Orleans, hijo del infame regente francés y, en el momento de la boda, por primera vez en la línea de sucesión al trono de Francia.
Su descendiente a través de este matrimonio se convirtió en el rey Luis Felipe I de Francia en 1830.
Después de la muerte de Luis, su viuda construyó el palacio Schloss Favorite en Rastatt como residencia de verano, en memoria de su marido. Fue enterrado en la basílica de Baden-Baden.

## Sucesión
| Predecesor: Guillermo I de Baden-Baden | Margrave de Baden-Baden 1677-1707 | Sucesor: Luis Jorge I Baden-Baden |